# Die tollen Charlots – Vier Verrückte im Stadion
Die tollen Charlots – Vier Verrückte im Stadion (französisch Les Fous du stade) ist ein französischer Film von Claude Zidi aus dem Jahr 1972.

## Handlung
Die französische Band Les Charlots verbringt ihre Ferien in der Provence. Dabei kommt es zu vielen Problemsituationen. Die Ankunft der olympischen Fackel ändert das: Die Tochter des Lebensmittelhändlers, in die sich ein Mitglied der Gruppe verliebt hat, ist sportbegeistert. Der verliebte Gérard begeht einen Suizidversuch, der aber scheitert. Nun gehen Les Charlots ins Dorf, um bei der Vorbereitung der – erfundenen – Olympischen Spiele 1976 in Paris zu helfen und eine zweite Chance bei der jungen Frau zu bekommen. Zunächst kommt es jedoch zu Ausrutschern den Sportlern gegenüber und schließlich stehlen sie Fahrräder der französischen Nationalmannschaft, um noch rechtzeitig zu den Spielen zu erscheinen. Dort gewinnen sie eine Goldmedaille nach der anderen, im Marathon scheitern sie schließlich.

## Sonstiges
- Im Film tritt der Sänger Antoine als Tour-de-France-Teilnehmer auf.
- Ein Großteil der Szenen wurde in Graveson gedreht. Die Szenen, die die angeblichen Olympischen Spiele zeigen, entstanden in Avignon.

## Veröffentlichung
Nachdem der Film am 26. September 1972 seinen französischen Kinostart hatte, lief er ab dem 30. November 1972 in Westdeutschland an.